# Adenohypofysaire placode

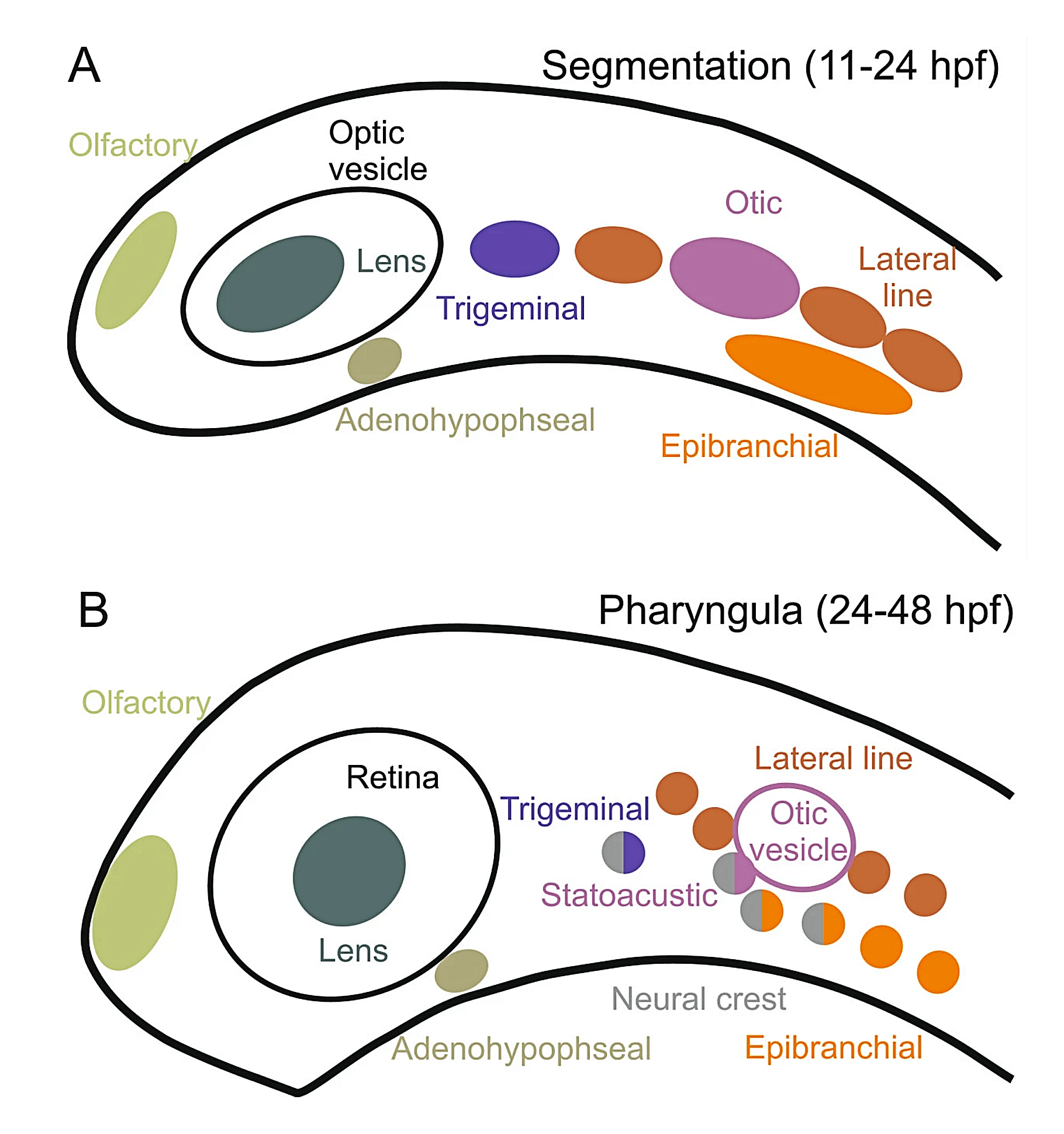
Adenohypofysaire placode bij de zeebravis

De adenohypofysaire placode vormt de adenohypofyse en vormt de endocriene secretie cellen van de hypofyse.
De ontwikkeling van de adenohypofysaire placode begint met de verdikking van het externe of oppervlakte ectoderm op de middenlijn van de voorste neurale rand. Cellen die bijdragen aan de adenohypofyse ontwikkelen zich op deze rand, die de rostrale grens van de neurale plaat afbakent, een regio zonder neurale lijst. Bij het vouwen van het hoofd, stulpen de orale ectodermcellen van de adenohypofyse placode in richting het toekomstige ventraal gelegen tussenhersenen voor het vormen van het zakje van Rathke. Bij beenvissen stulpt de adenohypofysaire placode niet in, maar vormt deze in de kop een vaste structuur.

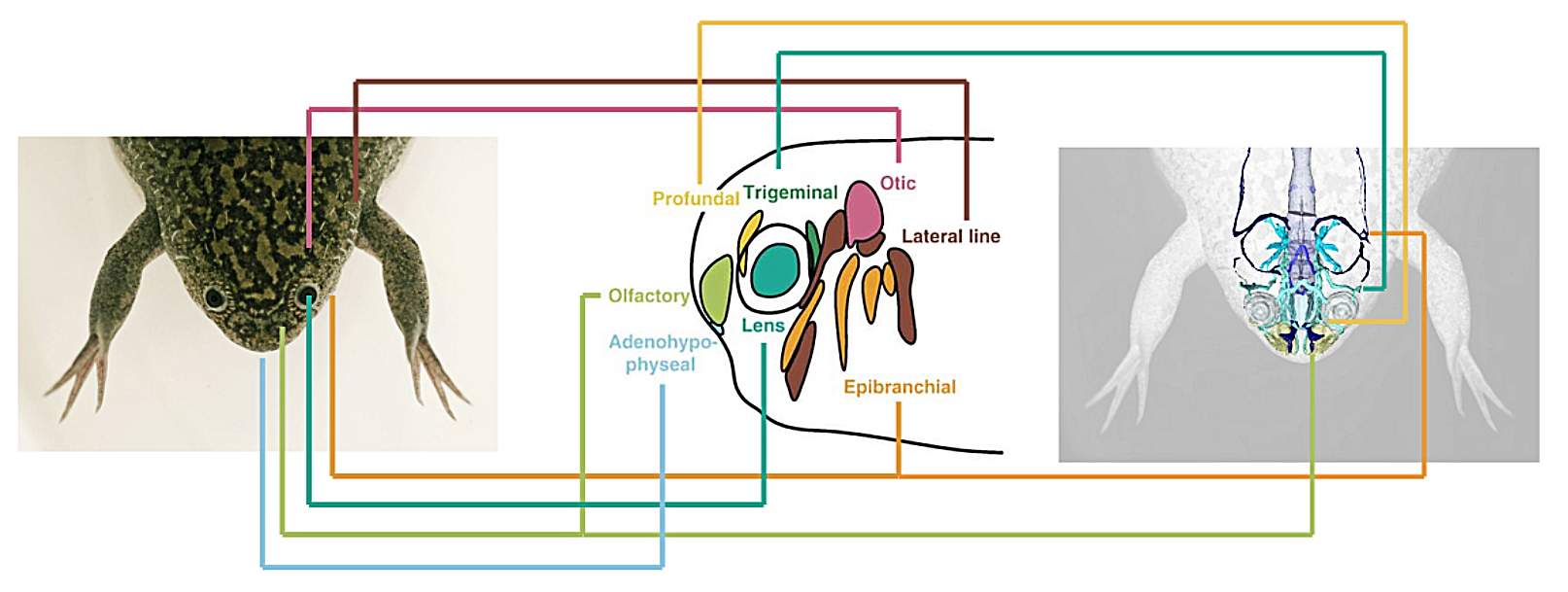
Placoden van de klauwkikker